# Австралійські мови

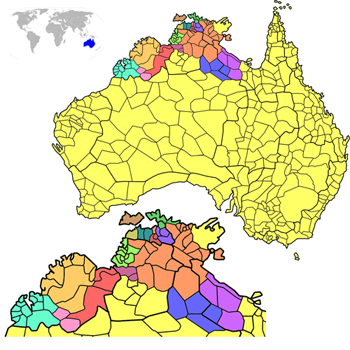
Ареали поширення мовних родин тубільного населення Австралії:

| Пама-ньюнгські мови Пунупські мови Ворорські мови Каравські мови Кіімпіюські мови Кунвінькуські мови Дейлійські мови Їррамські мови Тяракські мови | Їватьянські мови Ларакія Лімілнганські мови Нюлнюлські мови Тіві Умбукарла-нгурмбурські мови Західно-барклійські мови |

Австралі́йські мо́ви — мови корінного населення Австралії.

## Кількість носіїв: історія і сучасний стан
У XVIII столітті, до приходу європейців у Австралію, за оцінками, нараховувалось близько 300 000 тубільців, які розмовляли не менш як 200 окремими мовами. Під час колонізації XIX — початку ХХ сторіч, колонізація почасти являла прямий етногеноцид, чисельність корінних австралійців різко скоротилася.
За даними SIL International (2004) зі 170 000 австралійців, які мають тубільне походження, лише близько 47 000 мають хоч-якісь знання рідних (австралійських) мов. Таким чином, переважна більшість (майже всі) австралійських мов в наш час є або зниклими, або такими, що знаходяться на межі зникнення — кількість носіїв більшості мов обраховується десятком, а то й одиницями, декількома десятками, значно рідше сотнею або й декількома. Деякими мовами, зокрема аранта, нгаанятьяра, валмаджарі та валпірі, аррернте, альяварр та деякими іншими розмовляють близько тисячі і більше мовців. Деякі з них умовно можна віднести до «благополучних» — завдяки спрямованій роботі зі збереження і вивчення для них створено нарешті писемність, вони представлені у ЗМІ, в тому числі ними видається преса, ведеться радіо- і телемовлення.

## Дослідження
До 1930-х років описом австралійських мов займалися в основному корінні активісти разом з етнографи й місіонери. Початок їх серйозного вивчення пов'язане з діяльністю Артура Капела і його учнів у 1930-1950-ті роки. Починаючи з 1970-х років з'являється безліч описів австралійських мов та робіт узагальнюючого характеру, виконаних на високому науковому рівні, причому деякі виявлені в цих роботах мовні факти роблять значний вплив на лінгвістичну типологію і загальну лінгвістику. Зокрема, після публікації Р. Діксоном в 1972 році граматики мови д'ірбал отримали широку популярність і активно обговорювалися в літературі особливості синтаксичної структури і системи іменних класів у цій мові.

## Класифікація
Австралійські мови лишаються маловивченими. Однак на зміну територіальній класифікації (мови Південного Сходу Австралії, Центральної Австралії, Центральної і Південно-Західної Австралії, Квінсленду і Нового Південного Уельсу) прийшла лінгвістична, яка, проте, містить і дотепер багато лакун і неузгодженостей.
Попри ізольованість багатьох мов (мангараї, нунґґубуйю, тіві, д'їнґілі тощо) лінгвісти нараховують серед австралійських мов близько 20 мовних родин, спорідненість і зв'язки між якими не доведено.
Найчисельнішою мовною родиною австралійських мов є пама-ньюнга, що за оцінками фахівців включає близько 180 окремих мов і займає 7/8 території материка (крім більшої частини півострова Арнемленд, а також Землі Дампіра і плато Кімберлі на північному заході Австралії та південно-західного узбережжя затоки Карпентарія).
В більшості австралійських мов в основі числення є один і два. В мовах окремих народів, крім однини і множини, є ще троїна. Граматичній будові австралійських мов властива ергативна конструкція речення та складна система класів іменника. В усній мові австралійських народів закріпилися слова, якими вони назвали своїх білих колонізаторів, наприклад, те саме слово в мові карадьєрі означає «жорстокий», у мові дієрі — «людина на коні з ланцюгом», у мові аранта — «той, що завжди хапав».

## Фонетика
За своїм фонетичним строєм австралійські мови достатньо близькі до мов Індонезії, за граматичним типом вони скоріш близькі до алтайських, кавказьких, індоіранських й інших мов Старого Світу, ніж до більшості мов Південно-Східної Азії та Океанії[джерело?]. У більшості австралійських мов (за винятком мов півострова Кейп-Йорк) є проста фонологічна система, для якої характерна:
- відсутність фрикативних приголосних і протиставлення глухих і дзвінких;
- велика кількість локальних рядів передньо- і середньоязичних приголосних — інтердентальні, апікальні, ретрофлексні, ламіноальвеолярні, палатальні (вказані особливості фонетики й пояснюють різнобіжність у передачі назв австралійських племен і мов);
- наявність окремого носового сонорного звуку в кожному локальному ряді;
- бідна (зазвичай тричленна: i — a — u) система голосних.

## Морфологія
Усі австралійські мови — аглютинативні, в мовах півострова Арнемленд нерідко спостерігається полісинтетизм. У мовах пама-ньюнга та кількох інших сімей використовуються тільки суфікси, в інших мовах — також і префікси. У іменників — розвинена система відмінків; число в них звичайно не виражається. Відсутність особливої категорії числівників пояснюється тим, що в традиційній австралійській культурі не виникало потреби в мовному рахунку. Зараз у більшості австралійських мов використовуються числівники, запозичені з англійської мови. Дієслово має категорії часу, способу, рідше узгоджувальну категорію особи, числа, погоджувальну категорію класу. Морфологічними словозмінами (наприклад, категорією часу) нерідко володіють і прислівники. Морфологічно зазвичай виражена різниця перехідних і неперехідних дієслів.

## Синтаксис
Синтаксис більшості австралійських мов характеризується ергативною конструкцією речення (тобто використовується особлива відмінкова форма для підмету перехідного дієслова, тоді як підмет неперехідного дієслова і прямий додаток виступають в іншій відмінкові формі, зазвичай з нульовим закінченням). При цьому особисті займенники, власні назви та номінальні особисті імена нерідко тяжіють до звичнішого для індоєвропейських мов протиставлення називного та знахідного відмінків.
Показники особи, числа та узгоджувальні показники класу суб'єкта та об'єкта нерідко приєднуються не до присудка, а до особливої частки («каталізатора») або до першого слова в реченні. Наприклад, в мові вальбірі (сім'я пама-ньюнга):
wawirri kapi-rna pantirni — «Я пронизую (списом) кенгуру» — кенгуру + «каталізатор» + перша особа однини + пронизувати, де «каталізатор» — допоміжне слово kapi.
Порядок слів є вільним не тільки для словосполучень, але і для окремих слів, причому вираження незайменникових підметів і додатків необов'язкове. Наприклад,
wawirri yalumpu kapirna pantirni — «кенгуру того я пронизують (списом)»,
при рівній можливості wawirri kapirna pantirni yalumpu — «кенгуру я пронизують того»,
yalumpu pantirni wawirri kapirna — «того я кенгуру пронизують»,
pantirni kapirna — «пронизують (списом) я (його)» і так далі.
Цей факт привів К. Хейла та деяких інших дослідників до припущення про відсутність принаймні в деяких австралійських мовах ієрархічної структури речення (так звана гіпотеза неконфігураційності австралійських мов).

## Лексика
У більшості австралійських мов спостерігаються особливі форми мови, пов'язані зі специфічними соціальними або етнокультурними ситуаціями (вживаються всередині певних соціальних груп, при спілкуванні деяких категорій родичів тощо); частіше ці форми включають лише особливу лексику, але іноді мають і специфічні граматичні риси.

## Писемність
Писемні пам’ятки маловідомі, існують у вигляді творів митців корінного населення або ж на посланнях.